# Bezirk Leipzig
Der Bezirk Leipzig wurde 1952 nach Auflösung der Länder in der Deutschen Demokratischen Republik als einer von insgesamt 14 Bezirken eingerichtet und 1990 aufgelöst.

## Verwaltungsgliederung
Der Bezirk umfasste den Stadtkreis Leipzig (31) sowie folgende DDR-Kreise (kk lt. Gemeindenummer-Schlüssel bbkkgg; bb: Bezirk (numerisch); kk: Kreis (numerisch); gg: Gemeinde (numerisch))
- Altenburg (01)
- Borna (02)
- Delitzsch (03)
- Döbeln (04)
- Eilenburg (05)
- Geithain (06)
- Grimma (07)
- Leipzig-Land (08)
- Oschatz (09)
- Schmölln (10)
- Torgau (11)
- Wurzen (12)

Mit der Wiedererrichtung der Länder auf dem Gebiet der DDR ab Sommer des Jahres 1990 wurden die Bezirke aufgelöst. Gebiete, die schon vor 1945 zu Sachsen gehörten, wurden dem wiedergegründeten Freistaat ohne Bürgerbefragung zugeordnet. Die nördlichen Kreise Delitzsch, Eilenburg und Torgau, die zusammen mit weiteren Gebieten nach 1815 an Preußen/Provinz Sachsen gefallen waren, gehörten nach dem Krieg bis 1952 zum Land Sachsen-Anhalt. Die Bürgerbefragungen ergaben hier 1990 einen klaren Wunsch für eine Angliederung an den Freistaat Sachsen.
Im Kreis Altenburg ergab die nicht bindende Bürgerbefragung eine knappe Mehrheit für Sachsen. Im Kreis Schmölln stimmte die Mehrheit für Thüringen. Beide Kreise wurden nach entsprechendem Votum der Kreistage wieder dem Land Thüringen, ab 1994 Freistaat Thüringen zugeordnet.
Mit der Kreisreform, die im Freistaat Sachsen zum 1. August 1994 und Freistaat Thüringen zum 1. Juli 1994 umgesetzt wurde, entstanden aus den bisherigen Kreisen größere Verwaltungseinheiten.

## Regierungs- und Parteichefs

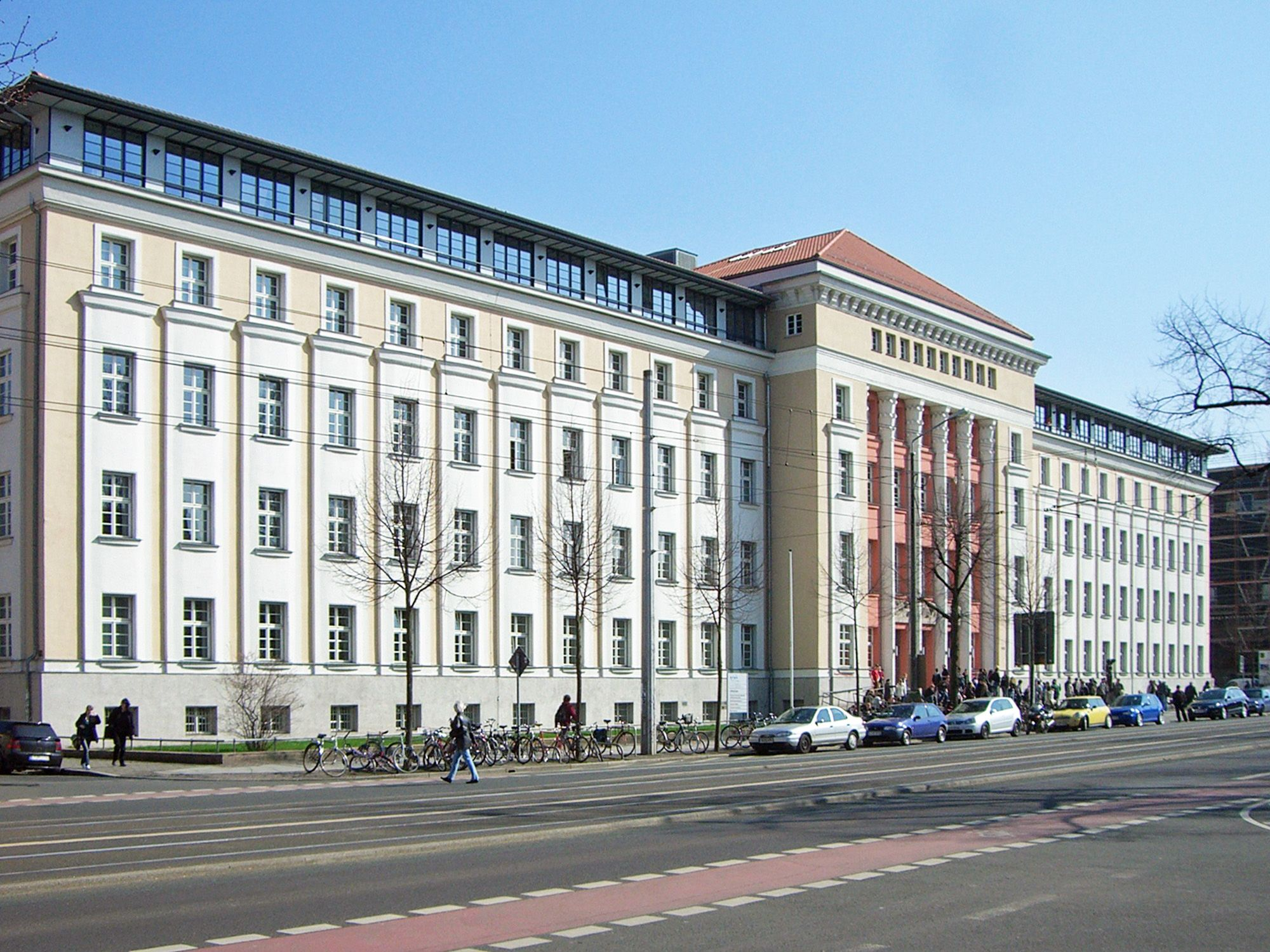
Gebäude des Rates des Bezirks Leipzig, Karl-Liebknecht-Straße 145 (2009)

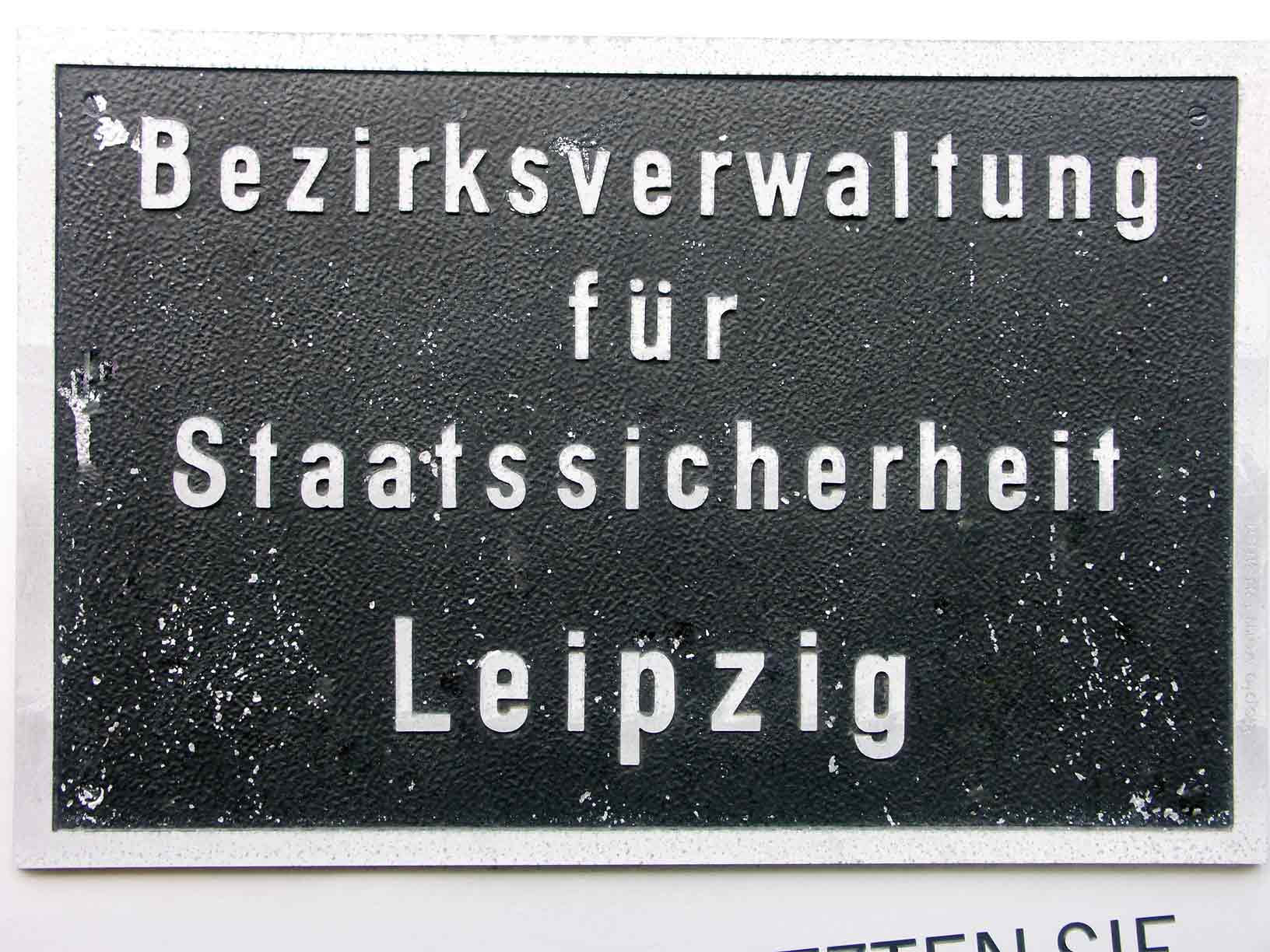
Amtsschild der Bezirksverwaltung Leipzig des Ministeriums für Staatssicherheit an der „Runden Ecke“ am Dittrichring (2006)

### Vorsitzende des Rates des Bezirkes
- 1952–1959: Karl Adolphs (1904–1989)
- 1959–1974: Erich Grützner (1910–2001)
- 1974–1989: Rolf Opitz (1929–2006)
- 1989–1990: Joachim Draber (* 1939)
- 1990–9999: Rudolf Krause (Regierungsbevollmächtigter) (* 1939)

### Erste Sekretäre derSED-Bezirksleitung
- 1952–9999: Karl Schirdewan (1907–1998)
- 1952–1970: Paul Fröhlich (1913–1970)
- 1970–1989: Horst Schumann (1924–1993)
- 1989–1990: Roland Wötzel (* 1938)

## Wappen
Durch die Siegelordnung der DDR vom 28. Mai 1953 verloren alle regionalen Wappen ihre Bedeutung als Marke, bzw. Siegel. Jedoch wurden die Wappen der Städte und Kreise weiterhin an Gebäuden, oder in Publikationen verwendet, ohne eine amtliche Funktion zu erfüllen. Das in einigen Büchern verwendete Wappen des Bezirkes Leipzig zeigt in Wirklichkeit das Wappen der Stadt Leipzig. Amtlich war das Siegelwappen der DDR. Erst durch die Kommunalverfassung der DDR vom 17. Mai 1990 konnten Gemeinden und Kreise erstmals wieder ausdrücklich Wappen führen und als Siegel verwenden.